# Macromitrium
Macromitrium är ett släkte av bladmossor. Macromitrium ingår i familjen Orthotrichaceae.

## Dottertaxa tillMacromitrium, i alfabetisk ordning[1]
- Macromitrium acuminatum
- Macromitrium acutirameum
- Macromitrium acutissimum
- Macromitrium adelphinum
- Macromitrium adnatum
- Macromitrium altum
- Macromitrium amaniense
- Macromitrium amboroicum
- Macromitrium ancistrophyllum
- Macromitrium angulatum
- Macromitrium angulicaule
- Macromitrium angulosum
- Macromitrium angustifolium
- Macromitrium annamense
- Macromitrium anomodictyon
- Macromitrium antarcticum
- Macromitrium archboldii
- Macromitrium archeri
- Macromitrium argutum
- Macromitrium astroideum
- Macromitrium atratum
- Macromitrium atroviride
- Macromitrium attenuatum
- Macromitrium aurantiacum
- Macromitrium aurescens
- Macromitrium aureum
- Macromitrium austrocirrosum
- Macromitrium belangeri
- Macromitrium benguetense
- Macromitrium bequaertii
- Macromitrium bifasciculare
- Macromitrium bifasciculatum
- Macromitrium binsteadii
- Macromitrium bistratosum
- Macromitrium blumei
- Macromitrium brachycarpum
- Macromitrium brachypodium
- Macromitrium braunii
- Macromitrium brevicaule
- Macromitrium brevihamatum
- Macromitrium brevisetum
- Macromitrium brevissimum
- Macromitrium brevituberculatum
- Macromitrium brotheri
- Macromitrium caldense
- Macromitrium caloblastoides
- Macromitrium calocalyx
- Macromitrium calomicron
- Macromitrium calymperoideum
- Macromitrium campoanum
- Macromitrium cancellatum
- Macromitrium cardotii
- Macromitrium carinatum
- Macromitrium carionis
- Macromitrium cataractarum
- Macromitrium catharinense
- Macromitrium cavaleriei
- Macromitrium chungkingense
- Macromitrium cirrosum
- Macromitrium clastophyllum
- Macromitrium clavatum
- Macromitrium clemensiae
- Macromitrium comatum
- Macromitrium complicatulum
- Macromitrium concinnum
- Macromitrium constrictum
- Macromitrium contextum
- Macromitrium courtoisii
- Macromitrium crassirameum
- Macromitrium crassiusculum
- Macromitrium crenulatum
- Macromitrium crinale
- Macromitrium crispatulum
- Macromitrium crosbyorum
- Macromitrium cucullatulum
- Macromitrium cuspidatum
- Macromitrium cylindricum
- Macromitrium cylindrothecium
- Macromitrium densifolium
- Macromitrium densum
- Macromitrium diaphanum
- Macromitrium dickasonii
- Macromitrium dielsii
- Macromitrium divaricatum
- Macromitrium diversifolium
- Macromitrium divortiarum
- Macromitrium doeringianum
- Macromitrium drewii
- Macromitrium dubium
- Macromitrium dusenii
- Macromitrium echinatum
- Macromitrium eckendorffii
- Macromitrium ecrispatum
- Macromitrium ellipticum
- Macromitrium emarginatum
- Macromitrium emersulum
- Macromitrium eriomitrium
- Macromitrium erubescens
- Macromitrium evrardii
- Macromitrium exsertum
- Macromitrium falcatulum
- Macromitrium fasciculare
- Macromitrium fendleri
- Macromitrium fernandezianum
- Macromitrium ferriei
- Macromitrium filicaule
- Macromitrium flavopilosum
- Macromitrium flexuosum
- Macromitrium formosae
- Macromitrium fortunatii
- Macromitrium fragile
- Macromitrium fragilicuspis
- Macromitrium francii
- Macromitrium frondosum
- Macromitrium frustratum
- Macromitrium fulgescens
- Macromitrium fulvum
- Macromitrium funicaule
- Macromitrium funiforme
- Macromitrium fuscescens
- Macromitrium fusco-aureum
- Macromitrium galipense
- Macromitrium gebaueri
- Macromitrium gigasporum
- Macromitrium gimalacii
- Macromitrium glabratum
- Macromitrium glaziovii
- Macromitrium globirameum
- Macromitrium gracile
- Macromitrium gracilipes
- Macromitrium greenmanii
- Macromitrium grossirete
- Macromitrium guatemalense
- Macromitrium gymnostomum
- Macromitrium hamatum
- Macromitrium handelii
- Macromitrium harrisi
- Macromitrium helmsii
- Macromitrium hemitrichodes
- Macromitrium herzogii
- Macromitrium heterodictyon
- Macromitrium hildebrandtii
- Macromitrium himalayanum
- Macromitrium hoehnei
- Macromitrium holomitrioides
- Macromitrium homaloblastum
- Macromitrium hornschuchii
- Macromitrium hortoniae
- Macromitrium huigrense
- Macromitrium hymenostomum
- Macromitrium incrustatifolium
- Macromitrium incurvifolium
- Macromitrium intortifolium
- Macromitrium involutifolium
- Macromitrium japonicum
- Macromitrium kinabaluense
- Macromitrium koghiense
- Macromitrium krausei
- Macromitrium laevigatum
- Macromitrium lanceolatum
- Macromitrium laosianum
- Macromitrium lauterbachii
- Macromitrium lebomboense
- Macromitrium leprieurii
- Macromitrium leptocarpum
- Macromitrium leratii
- Macromitrium leratioides
- Macromitrium levatum
- Macromitrium ligulaefolium
- Macromitrium ligulare
- Macromitrium liliputanum
- Macromitrium lingulatum
- Macromitrium lomasense
- Macromitrium lonchomitrioides
- Macromitrium longibrachteatum
- Macromitrium longicaule
- Macromitrium longifolium
- Macromitrium longipes
- Macromitrium longipilum
- Macromitrium longirostre
- Macromitrium lorifolium
- Macromitrium ludovicae
- Macromitrium macrocomoides
- Macromitrium macropelma
- Macromitrium macrosporum
- Macromitrium macrothele
- Macromitrium marginatum
- Macromitrium masafuerae
- Macromitrium mauritianum
- Macromitrium mcphersonii
- Macromitrium megalocladon
- Macromitrium megalosporum
- Macromitrium melanostomum
- Macromitrium melinii
- Macromitrium menziesii
- Macromitrium microcarpum
- Macromitrium microstomum
- Macromitrium minutum
- Macromitrium mittenianum
- Macromitrium moorcroftii
- Macromitrium mosenii
- Macromitrium muellerianum
- Macromitrium nanothecium
- Macromitrium negrense
- Macromitrium nematosum
- Macromitrium neo-caledonicum
- Macromitrium nepalense
- Macromitrium nietneri
- Macromitrium nigricans
- Macromitrium nitidum
- Macromitrium noguchianum
- Macromitrium norrisianum
- Macromitrium nubigenum
- Macromitrium oblongum
- Macromitrium ochraceoides
- Macromitrium ochraceum
- Macromitrium okabei
- Macromitrium onraedtii
- Macromitrium orthophyllum
- Macromitrium orthostichum
- Macromitrium osculatianum
- Macromitrium ousiense
- Macromitrium ovale
- Macromitrium pallidum
- Macromitrium papillisetum
- Macromitrium paridis
- Macromitrium parvifolium
- Macromitrium parvirete
- Macromitrium patens
- Macromitrium pellucidum
- Macromitrium peraristatum
- Macromitrium perdensifolium
- Macromitrium perfragile
- Macromitrium perichaetiale
- Macromitrium perpusillum
- Macromitrium perreflexum
- Macromitrium pertriste
- Macromitrium petelotii
- Macromitrium picobonitum
- Macromitrium pilicalyx
- Macromitrium piliferum
- Macromitrium pilosum
- Macromitrium pinnulatum
- Macromitrium platyphyllaceum
- Macromitrium plicatum
- Macromitrium podocarpi
- Macromitrium polygonostomum
- Macromitrium proliferum
- Macromitrium prolongatum
- Macromitrium prorepens
- Macromitrium proximum
- Macromitrium pseudofimbriatum
- Macromitrium pseudoramentosum
- Macromitrium pseudoserrulatum
- Macromitrium pulchrum
- Macromitrium pullenii
- Macromitrium punctatum
- Macromitrium pyriforme
- Macromitrium quercicola
- Macromitrium ramsayae
- Macromitrium recurvifolium
- Macromitrium refractifolium
- Macromitrium regnellii
- Macromitrium renauldii
- Macromitrium repandum
- Macromitrium retusulum
- Macromitrium retusum
- Macromitrium rhacomitrioides
- Macromitrium rhaphidophyllum
- Macromitrium rhizomatosum
- Macromitrium richardii
- Macromitrium rigbyanum
- Macromitrium rimbachii
- Macromitrium robinsonii
- Macromitrium ruginosum
- Macromitrium rugulosum
- Macromitrium rusbyanum
- Macromitrium saddleanum
- Macromitrium salakanum
- Macromitrium sanctae-mariae
- Macromitrium sarasinii
- Macromitrium savatieri
- Macromitrium schiffneri
- Macromitrium schmidii
- Macromitrium sclerodictyon
- Macromitrium scoparium
- Macromitrium seemannii
- Macromitrium sejunctum
- Macromitrium semipapillosum
- Macromitrium semperi
- Macromitrium seriatum
- Macromitrium serpens
- Macromitrium sharpii
- Macromitrium similirete
- Macromitrium sinense
- Macromitrium solitarium
- Macromitrium soulae
- Macromitrium speirostichum
- Macromitrium st.-johnii
- Macromitrium standleyi
- Macromitrium stellulatum
- Macromitrium stephanodictyon
- Macromitrium stolonigerum
- Macromitrium stoneae
- Macromitrium streimannii
- Macromitrium striatum
- Macromitrium strictfolium
- Macromitrium stricticuspis
- Macromitrium subapiculatum
- Macromitrium subbrevihamatum
- Macromitrium subcirrhosum
- Macromitrium subcrenulatum
- Macromitrium subdiscretum
- Macromitrium suberosulum
- Macromitrium subhemitrichodes
- Macromitrium subincurvum
- Macromitrium sublaeve
- Macromitrium subleptocarpum
- Macromitrium sublongicaule
- Macromitrium submucronifolium
- Macromitrium subnitidum
- Macromitrium subpaucidens
- Macromitrium subperichaetiale
- Macromitrium subpungens
- Macromitrium subscabrum
- Macromitrium subsessile
- Macromitrium substrictifolium
- Macromitrium subtortum
- Macromitrium subulatum
- Macromitrium subvillosum
- Macromitrium sulcatum
- Macromitrium swainsonii
- Macromitrium syntrichophyllum
- Macromitrium tahitisecundum
- Macromitrium taiheizanense
- Macromitrium taiwanense
- Macromitrium taoense
- Macromitrium tenax
- Macromitrium thwaitesii
- Macromitrium tocaremae
- Macromitrium tongense
- Macromitrium tortifolium
- Macromitrium torulosum
- Macromitrium tosae
- Macromitrium trachypodium
- Macromitrium trichophyllum
- Macromitrium trinitense
- Macromitrium trollii
- Macromitrium tuberculatum
- Macromitrium turgidum
- Macromitrium tylostomum
- Macromitrium ulophyllum
- Macromitrium undatum
- Macromitrium uraiense
- Macromitrium urceolatulum
- Macromitrium urceolatum
- Macromitrium validum
- Macromitrium wattsii
- Macromitrium weissioides
- Macromitrium venezuelense
- Macromitrium vesiculatum
- Macromitrium vesiculosum
- Macromitrium viridissimum
- Macromitrium vitianum
- Macromitrium viticulosum
- Macromitrium voeltzkowii
- Macromitrium xenizon
- Macromitrium yuleanum
- Macromitrium zikanii
- Macromitrium zimmermannii
- Macromitrium zollingeri